# Claes Månsson
Claes Göran Månsson, född 5 februari 1950 i Göteborgs Johannebergs församling, är en svensk skådespelare. Månsson är bland annat känd från Lorry-gänget och Wallace & Gromit.

## Biografi
Claes Månsson började sitt yrkesliv som fritidsledarpraktikant i Bergsjön i Göteborg. De erfarenheterna ledde till att han genomgick fritidsledarutbildningen på Göteborgs folkhögskola. Han scendebuterade som amatör i Bergsjökabarén och en bekant som sett honom på scen och som arbetade inom teatern, uppmanade honom att söka in på scenskolan.
På Scenskolan i Stockholm gick Månsson 1981–1984 och har sedan 1985 tillhört Dramatens ensemble. På Dramaten har han haft framträdande roller i pjäser som bland annat Kronbruden 1987, I väntan på Godot 1990, Ett drömspel 1994, Misantropen 1995 och Tartuffe 2000.
Månsson har även arbetat på andra teaterscener, bland annat med Revisorn på Chinateatern, Två ägg i högklackat och Virus i bataljonen på Vallarnas friluftsteater i Falkenberg. Här bör även nämnas rollen som Willy Loman i En handelsresandes död, i regi av Thorsten Flinck, på Teater Plaza i Stockholm. Hösten 2008 och våren 2009 spelade han rollen som Frans Liebkind i The Producers - Det våras för Hitler på Chinateatern i Stockholm.
Claes Månsson har medverkat i flera film- och TV-produktioner, bland annat Lorry, Trettondagsafton, Pratmakarna, Den ofrivillige golfaren, Yrrol, Rika barn leka bäst och Drömkåken, samt i Svenne Rubins film "En handelsresandes nöd" och deras tv-serie Förmannen som försvann. Han har dubbat flera animerade filmer och gör bland annat rösten till Wallace i de svenska dubbningarna av de första filmerna om Wallace & Gromit.

### Privatliv
Månsson är gift och har två barn, födda 1985 och 1991.

## Filmografi (i urval)
- 1986 – Min pappa är Tarzan
- 1987 – I dag röd (TV-serie)
- 1988 – Livsfarlig film
- 1989–1995 – Lorry (TV-serie)
- 1989 – 1939
- 1989 – Wallace & Gromit: Osten är slut (röst)
- 1990 – Smash (TV-serie)
- 1990 – Apelsinmannen
- 1991 – Tre kärlekar (TV-serie)
- 1991 – Infödingen
- 1991 – Kalle Stropp och Grodan Boll på svindlande äventyr (röst)
- 1991 – Den ofrivillige golfaren
- 1992 – Lotta på Bråkmakargatan
- 1993 – Drömkåken
- 1993 – Wallace & Gromit: Fel brallor (röst)
- 1994 – Illusioner
- 1994 – En handelsresandes nöd (TV-film)
- 1994 – Yrrol
- 1995 – Wallace & Gromit: Nära ögat (röst)
- 1996 – Zonen (TV-serie)
- 1996 – Charlies trädgård (TV-serie) (röst)
- 1996 – Lilla Jönssonligan och cornflakeskuppen
- 1997 – Förmannen som försvann (TV-serie)
- 1997 – Perssons parfymeri (TV-serie)
- 1997 – Rika barn leka bäst
- 1997 – Pelle Svanslös (julkalender) (TV-serie)
- 1998 – Dr. Dolittle (röst)
- 1999 – Trettondagsafton
- 1999 – Asterix och Obelix möter Caesar (röst)
- 1999 – Stuart Little (röst)
- 2000 – På gränsen (TV-serie)
- 2002 – Asterix & Obelix: Uppdrag Kleopatra (röst)
- 2002 – Olivia Twist (TV-serie)
- 2002 – Stuart Little 2 (röst)
- 2003 – Mannen som log (TV-serie)
- 2004 – Harleys Hittegods (TV-serie) (Tecknad serie på SVT:s jullovsmorgon, röst)
- 2006 – Bondgården (röst)
- 2006 – Koffein
- 2006 – Göta kanal 2 – kanalkampen
- 2007 – Bee Movie (röst)
- 2008 – Värsta vännerna (TV-serie)
- 2008 – Wallace & Gromit: En strid på liv och bröd (röst)
- 2010 – Våra vänners liv (TV-serie)
- 2011 – Åsa-Nisse – wälkom to Knohult
- 2011 – Rango (röst)
- 2011 – Tjuvarnas jul (TV-serie)
- 2012 – Röjar-Ralf (röst)
- 2013 – Scener ur ett tonårsliv (TV-serie)
- 2013 – Frost (röst)
- 2014–2015 – Welcome to Sweden (TV-serie)
- 2017 – Saltön (TV-serie)
- 2018 – Lingonligan (TV-serie)
- 2018 – Lyrro - Ut & invandrarna
- 2018 – Halvdan Viking
- 2019–2022 – Fartblinda (TV-serie)
- 2021 – Sagan om Karl-Bertil Jonssons julafton
- 2022 – Äntligen! (TV-serie)
- 2023 – Trolltider – legenden om bergatrollet (TV-serie)

## Teater

### Roller (ej komplett)
| År   | Roll                                                       | Produktion                                                                          | Regi                    | Teater                    |
| ---- | ---------------------------------------------------------- | ----------------------------------------------------------------------------------- | ----------------------- | ------------------------- |
| 1983 |                                                            | Rosornas krig William Shakespeare                                                   | Elisabeth G. Söderström | Stockholms stadsteater    |
| 1985 |                                                            | Spökhotellet (L'Hôtel du libre-échange) Georges Feydeau                             | Peter Dalle             | Reginateatern             |
| 1987 |                                                            | Kronbruden August Strindberg                                                        |                         | Dramaten                  |
| 1988 | Konstapel Smith, en av tre Walter                          | Tolvskillingsoperan (Die Dreigroschenoper) Bertolt Brecht och Kurt Weill            | Peter Langdal           | Dramaten                  |
| 1988 | Behemot Vaktmästare                                        | Mästaren och Margarita (Мастер и Маргарита, Master i Margarita) Michail Bulgakov    | Jurij Ljubimov          | Dramaten                  |
| 1989 | Cleante                                                    | Den girige (L'Avare) Molière                                                        | Wilhelm Carlsson        | Dramaten                  |
| 1990 |                                                            | I väntan på Godot (En attendant Godot) Samuel Beckett                               |                         | Dramaten                  |
| 1990 | Medverkande                                                | Lorry, revy Peter Dalle                                                             | Kjell Sundvall          | Restaurang Tyrol          |
| 1992 |                                                            | Para på skoj (I Love My Wife) Cy Coleman och Michael Stewart                        | Sandy Grant             | Folkan                    |
| 1992 |                                                            | Den vilda sardinen (Noises Off) Michael Frayn                                       | Tony Verner             | Folkan                    |
| 1994 | Koristen Karantänmästaren Dekanus för juridiska fakulteten | Ett drömspel August Strindberg                                                      | Robert Lepage           | Dramaten                  |
| 1995 |                                                            | Misantropen (Le misanthrope) Molière                                                |                         | Dramaten                  |
| 1996 | Herr Björk                                                 | Rakt ner i fickan (Cash on Delivery) Michael Cooney                                 | Lars Amble              | Maximteatern              |
| 1998 | Benny Southstreet                                          | Guys and Dolls Frank Loesser, Joe Swerling och Abe Burrows                          | Hans Marklund           | Oscarsteatern             |
| 2000 | Orgon                                                      | Tartuffe (Tartuffe, ou l'Imposteur) Molière                                         | Åsa Melldahl            | Dramaten                  |
| 2002 | Medverkande                                                | Lorry, revy Peter Dalle                                                             | Peter Dalle             | Oscarsteatern             |
| 2003 | August                                                     | Farmor och vår Herre Hjalmar Bergman                                                | Christian Tomner        | Dramaten                  |
| 2004 | Brodsky                                                    | A Clockwork Orange 2004 Anthony Burgess                                             | Kasper Bech Holten      | Dramaten                  |
| 2005 | Hans-Rutger Vällingstråhle                                 | Två ägg i högklackat Krister Classon                                                | Krister Classon         | Vallarnas friluftsteater  |
| 2006 | Hovmarskalk von Kalb                                       | Kärlek och politik (Kabale und Liebe) Friedrich Schiller                            | Hilda Hellwig           | Dramaten                  |
| 2007 | Rundqvist                                                  | Hemsöborna – Väldigt fritt efter August Strindberg Krister Classon och Lars Classon | Krister Classon         | Vallarnas friluftsteater  |
| 2008 | Franz Liebkind                                             | The Producers - Det våras för Hitler (The Producers) Mel Brooks                     | Anders Aldgård          | Chinateatern              |
| 2009 | Thor Torstensson                                           | Virus i bataljonen Lars Classon och Per Andersson                                   | Ulf Dohlsten            | Vallarnas friluftsteater  |
| 2010 | Mäster Jaques                                              | Den girige (L'Avare) Molière                                                        | Gösta Ekman             | Dramaten                  |
| 2010 | Alonzo                                                     | Stormen (The Tempest) William Shakespeare                                           | John Caird              | Dramaten                  |
| 2011 | Sir John                                                   | Lorden från gränden (Me and My Girl) L. Arthur Rose och Noel Gay                    | Anders Aldgård          | Gunnebo slottsteater      |
| 2011 |                                                            | Rampfeber (Noises Off) Michael Frayn                                                | Christoffer Bendixen    | Halmstads Teater          |
| 2012 | Ernst Eklund                                               | Campa i klaveret Lars Classon, Per Andersson och Håkan Klamas                       | Lars Classon            | Vallarnas friluftsteater  |
| 2014 | Froggy LeSueur                                             | Kom igen, Charlie (The Foreigner) Larry Shue                                        | Peter Dalle             | Oscarsteatern             |
| 2015 | Pastor Gert Blid                                           | Bröllop i kikar'n Lars Classon och Jojje Jönsson                                    | Ulf Dohlsten            | Vallarnas friluftsteater  |
| 2016 | Inspektör Bengtsson                                        | Rakt ner i fickan (Cash on delivery) Michael Cooney                                 | Edward af Sillén        | Krusenstiernska gården    |
| 2018 | Fabian "Fabbe" Karlsson, målare                            | Pilsner & penseldrag Gideon Wahlberg                                                | Ulf Dohlsten            | Vallarnas friluftsteater  |
| 2019 |                                                            | Kvinnan i svart (The Woman in Black) Susan Hill                                     | Linda Hedberg           | Scalateatern              |
| 2019 | James Tyrone                                               | Lång dags färd mot natt (Long Day's Journey into Night) Eugene O’Neill              | Emil Graffman           | Göteborgs stadsteater     |
| 2021 | Einar Persson                                              | Sådan far Ola Hedén                                                                 | Ulf Dohlsten            | Riksteatern/ Teater Allan |